# Enrico I di Magonza
Enrico I di Magonza noto anche come Heinrich Felix von Harburg (1080 circa – Negenborn, 1 o 3 settembre 1153) è stato un arcivescovo cattolico tedesco, della Diocesi di Magonza dal 1142.
Fu anche temporaneamente amministratore imperiale per conto di Corrado III. Ebbe una disputa con papa Eugenio III quando si oppose all'elezione di Federico I a re, e fu deposto nel 1153.

## Biografia
Probabilmente proveniva da una famiglia nobile della Turingia, forse i Wartburg. Nel 1122 è attestato come prevosto del monastero di St. Viktor di fronte a Magonza. Inoltre, fu prevosto della cattedrale di quella città dal 1128 e talvolta anche arcidiacono. Era vicino all'ex arcivescovo Adalberto I. A questo rapporto doveva la sua nomina ad arcivescovo dopo la morte del suo predecessore Markolf. Fu investito da Corrado III e probabilmente fu ordinato vescovo dai legati pontifici. Questa nomina fu notevole, poiché Enrico non apparteneva all'entourage di corte o alla cancelleria.
Nel nord continuò la politica territoriale di Adalberto nell'area dei monti Harz e Weser e fu in buoni rapporti con Enrico il Leone. Non vi fu alcuna rottura con il re, tanto più che ottenne vantaggi a scapito dell'arcivescovado di Magonza nel sud.
Durante il suo mandato sponsorizzò monasteri e fece una campagna per il rafforzamento della disciplina ecclesiastica prendendo molti monasteri sotto la protezione episcopale. Nel 1143 tenne un sinodo a Magonza. Ebbe buoni rapporti con i papi Innocenzo II, Celestino II e Lucio II. Il rapporto con Papa Eugenio III fu più difficile. Fin dall'inizio ci fu tensione tra i due. Nel 1146 un monaco di nome Radulfo indisse pogrom contro gli ebrei a Magonza e in altri luoghi della Renania. A quel punto Enrico e Arnoldo I di Colonia si rivolsero a Bernardo di Chiaravalle, la maggiore autorità cistercense, per un aiuto, che ottennero. Bernardo rimproverò Radulfo e gli ordinò di tornare al monastero. Nel 1147 Enrico partecipò al sinodo di Treviri dove fece conoscere al Papa Ildegarda di Bingen che fu poi canonizzata. Il Papa approvò la sua opera e le permise di aprire una succursale a Bingen.
Durante la crociata di Corrado III, Enrico divenne amministratore imperiale nello stesso anno. Era anche il tutore e l'educatore del figlio di Corrado, Enrico. A causa di questi obblighi, non si allontanò dall'interno del regno. Pertanto, ma forse anche per altri motivi, non fu presente nemmeno al sinodo papale di Reims nel 1148, motivo per cui venne sospeso da papa Eugenio III. Poco tempo dopo, a Francoforte ottenne il permesso di recarsi a Roma. Dopo che rese visita al Papa venne confermato nel suo ufficio. Di conseguenza, il Papa tentò di fare di Enrico un semplice esecutore di ordini, ma alla lunga ciò non riuscì.
Quando Corrado tornò dalla Crociata, nel 1150, riprese il potere imperiale e pertanto Enrico riprese la sua precedente politica territoriale a favore dell'arcivescovado di Magonza.
Il conflitto con il Papa nacque dalla disputa sul monastero di Heidenheim. Si trattava della sostituzione dei benedettini con dei canonici, contro la volontà del papa. Entro il 1149/1450 al più tardi, i rapporti tra il Papa e il più alto in grado dei vescovi tedeschi divennero nuovamente burrascosi. Enrico sconvolse l'eletto arcivescovo Arnoldo di Colonia ritirando il prevosto di Limburg an der Lahn. La posizione con il re migliorò con la nomina a cancelliere di Arnoldo di Selenhofen tesoriere a Magonza. Magonza non subì conseguenze dalla lite tra il re ed Enrico il Leone. Dopo l'omicidio del conte Ermanno II di Winzenburg e di sua moglie, nel 1152, l'arcivescovo Enrico lasciò il suo feudo di Magonza a Enrico il Leone. Questo in seguito lo portò all'accusa di aver sperperato le proprietà della chiesa.
Dopo la morte di Corrado III era compito di Enrico organizzare l'elezione di un nuovo re. Nelle elezioni del 1152 prese posizione contro Federico I e fece una campagna a favore del figlio di Corrado, Federico di Svevia. Quando avvenne l'elezione di Federico I, non si rifiutò, ma si tenne lontano dall'incoronazione ad Aquisgrana. Pertanto il re eletto cercò di rovesciare Enrico. Ciò riuscì con l'approvazione papale nonostante l'impegno di Bernardo di Chiaravalle e Ildegarda du Bingen in favore di Enrico in occasione della Pentecoste del 1153 a Worms. Successivamente, Enrico si ritirò nell'Abbazia di Amelungsborn, senza diventare monaco, dove morì nello stesso anno. Fu sepolto nella chiesa cattedrale di Einbeck.

## Successione apostolica
La successione apostolica è:
- Vescovo Siegfried von Truhendingen (1147)
- Vescovo Adalgotto di Coira, O. Cist.(1151)